# Barweiler
Barweiler é um município da Alemanha localizado no distrito de Ahrweiler, no estado da Renânia-Palatinado. É membro da associação municipal de Verbandsgemeinde Adenau.

## Demografia
Evolução da população (em 31 de dezembro de cada ano):
| - 1815 – 357 - 1835 – 400 - 1871 – 388 - 1905 – 337 - 1939 – 368 - 1950 – 403 | - 1961 – 347 - 1965 – 382 - 1970 – 409 - 1975 – 430 - 1980 – 435 - 1985 – 423 | - 1987 – 419 - 1990 – 501 - 1995 – 483 - 2000 – 491 - 2005 – 471 |

 Datenquelle: Statistisches Landesamt Rheinland-Pfalz